# 点描
点描（てんびょう、仏: pointillisme）は、絵画などにおいて線ではなく点の集合や非常に短いタッチで表現する技法である。点描画、点描法とも言う。

## 概要
印象派の絵画の特徴である筆触分割は、ある色彩をパレット上で混合して作るのでなく、複数の色の筆触を隣り合うように配置することによって鑑賞者の視覚上で彩度が低下することなく混合した色彩を得る効果をもっていた。1880年代の後半、視覚認識と色彩理論の発見の応用に基づいてジョルジュ・スーラやポール・シニャックによって点描主義が作られ、フランスのカミーユ・ピサロやレオ・ゴーソン、ベルギーのテオ・ファン・レイセルベルヘらによって追随され、これらの画家はフランスの批評家フェリックス・フェネオンによって「新印象派(neo-impressionism)」と命名され論じられた。「分色主義(Divisionism)」の名称で論じられることもある。
水墨画では、米芾や米友仁による、水墨の点を集合させて表現する米点法があり、その作品を米法山水と言う。

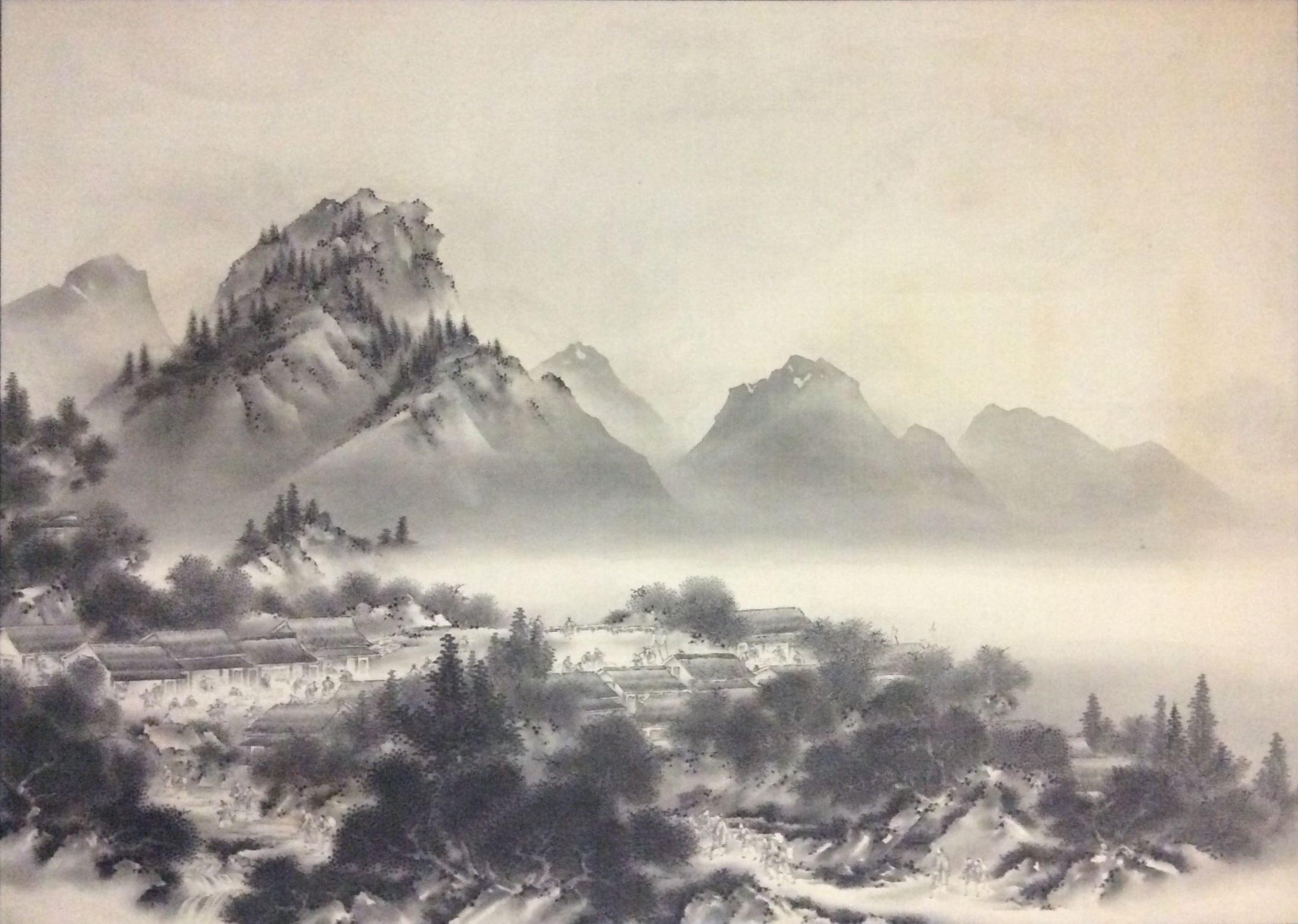
点描技法による水墨山水 杉浦俊香 個人蔵

コンピュータグラフィックスにおいては、フィルターを使用し、写実的な画像や写真を点描に変換することができる。
科学の文献の単色の図版において、陰影を表現するために点の密度を変える表現も点描の一種といえる。

## 点描作品の例

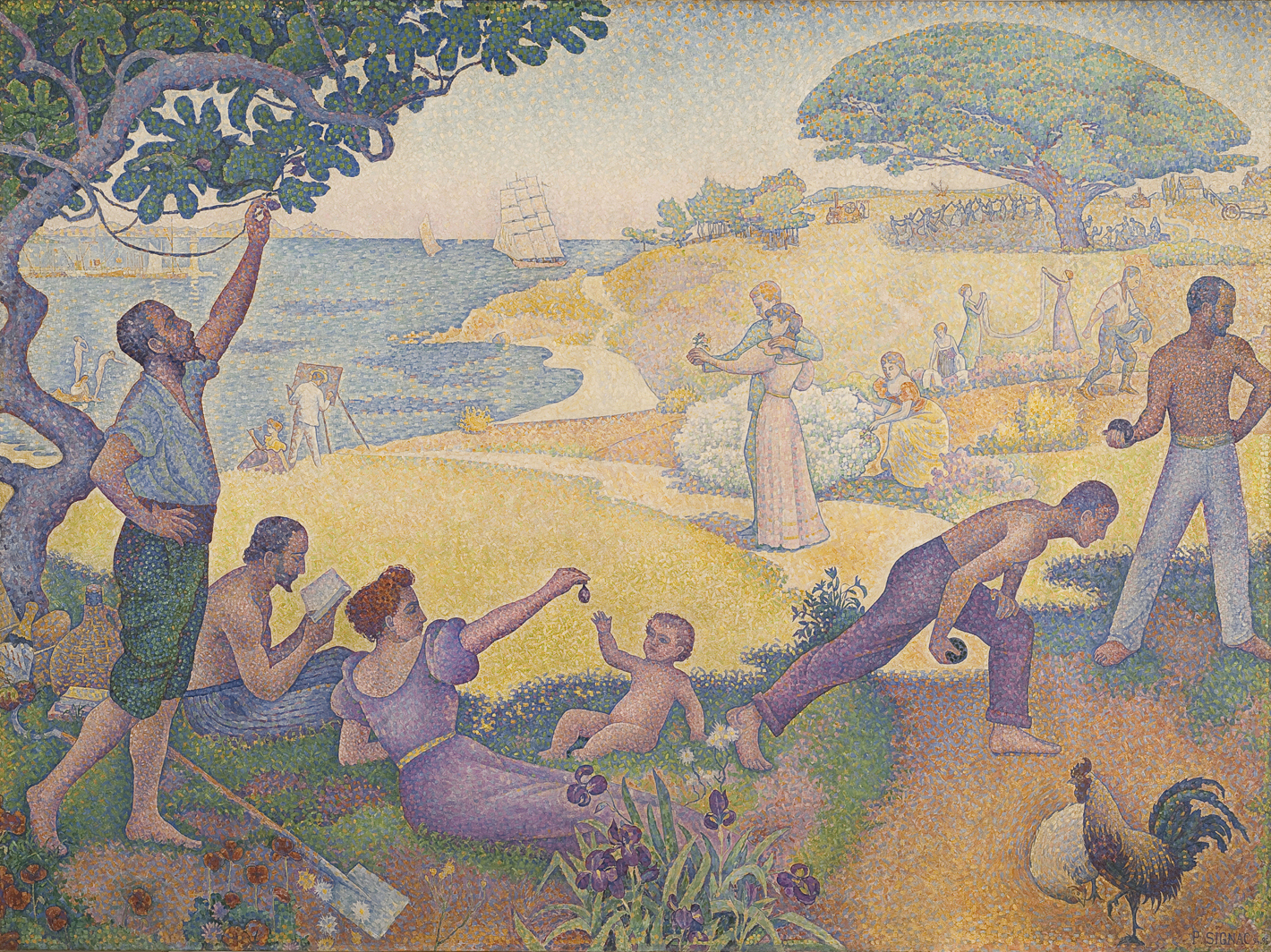
ポール・シニャック「Au temps d’harmonie」
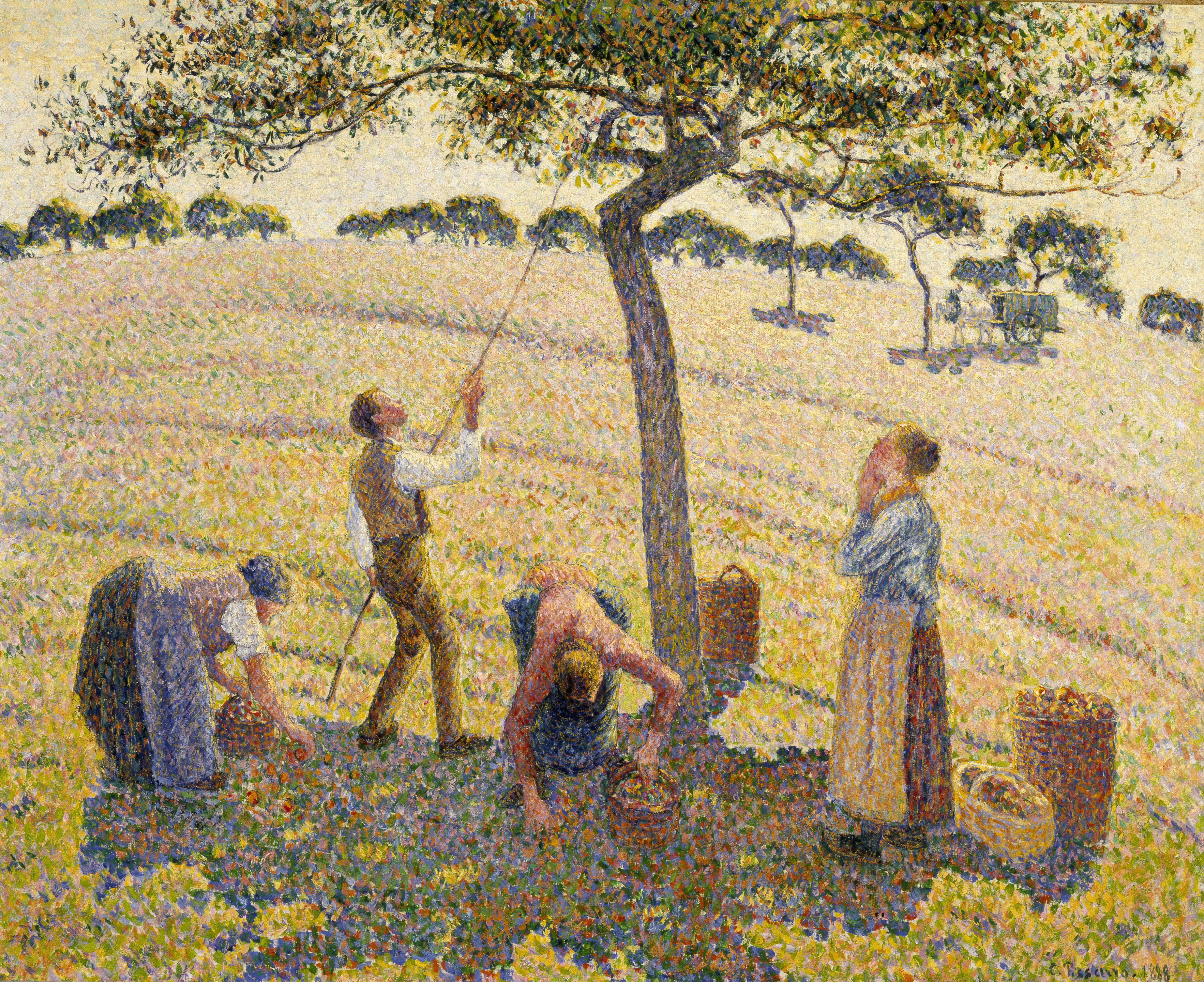
カミーユ・ピサロ「リンゴの収穫」
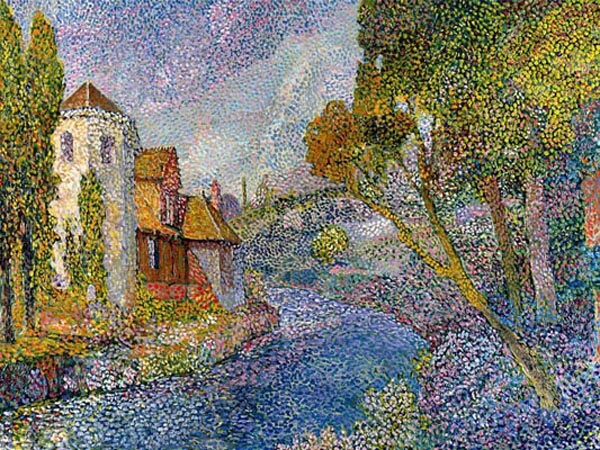
レオ・ゴーソン 風景、1886
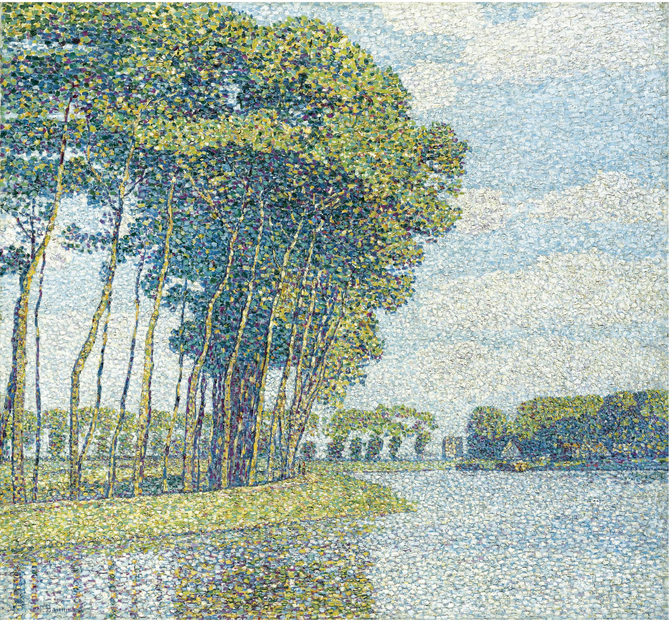
パウル・バウム「TREES BY A CANAL(運河沿いの木)」
テオ・ファン・レイセルベルヘ「ハルモニウムのマリア・セテ（英語版）」

## 関連項目

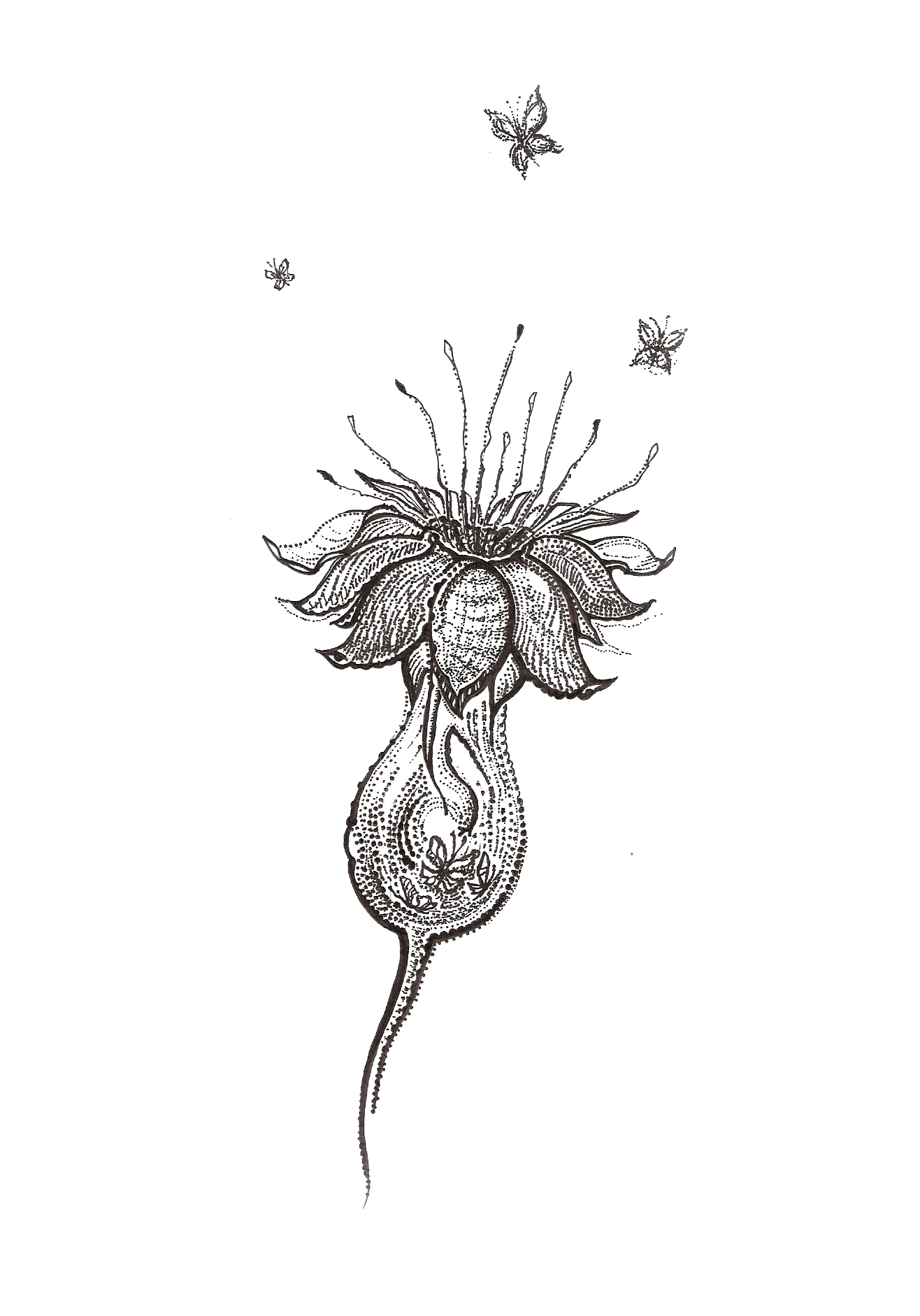
点描に似た点刻の技法を使って描いた食虫植物